# 皇帝 (声優)
皇 帝（すめらぎ みかど）は、日本の男性声優。主にアダルトゲームに声をあてている。

## 出演作品
※太字は主役

### テレビアニメ
- 悶えてよ、アダムくん（2024年、熊澤[2]）

### ゲーム
- 塵骸魔京
- PRINCESS WALTZ（杉本一博[3]）
- D.C.II 〜ダ・カーポII〜（桜内義之）
  - D.C.II P.C. 〜ダ・カーポII〜 プラスコミュニケーション
- 委員長は承認せず!（鈴木太郎[4]）
- Summer Days（青年会の人、カップルA、客A、アルタニス、ジム）
- とりかえっ娘しよッ! 〜彼氏彼女の秘密の関係〜（鷹村勇輝[5]）
- 委員長は承認せず!ふぁんでぃすく♪（鈴木太郎）
- センチネル（権田原稲作[6]）
- 月光のカルネヴァーレ（ピウス）
- 桃華月憚（高岡誠二）
- IZUMO3（工藤駆[7]）
- 聖なるかな -The Spirit of Eternity Sword 2-（サレス＝クウォークス[8]）
- ツナガル★バングル（関谷）
- FairChild -フェアチャイルド-（矢薙大吾[9]）
- 魔界天使ジブリール -episode3-（フェイタス/石田米良）
- 聖なるかな スペシャルファンディスク（サレス＝クウォークス）
- ほしうた（笠井洋介[10]）
- タペストリー -you will meet yourself-（吾妻はじめ[1]）
- ボクの手の中の楽園（アロイス・デューリング）
- ほしうた 〜Starlight Serenade〜（笠井洋介[11]）
- ツンな彼女デレな彼女（南月悠真[12]）
- D.C.II To You 〜ダ・カーポII〜 トゥーユー（桜内義之）
- 仏蘭西少女 〜Une Fille Blance〜（織田桐治道[13]）
- 幻月のパンドオラ（佐井光司[14]）
- ゴスデリ（不可咲貴路）
- しろのぴかぴかお星さま（尊藤由紀[15]）
- D.C.III R 〜ダ・カーポIII アール〜X-rated（桜内義之）

### BLゲーム
- AM2:00 〜猫と月夜のブランコ〜（本郷万里[16]）
- MESSIAH（葛城拓人[17]）
- Laughter Land（ロディ[18]）
- スクエアな関係 -ぼくらの恋愛心理学3-（西田勇人[19]）
- MESSIAH Paranoia∞Paradox（葛城拓人）
- STEAL!（上里ヒロ[20]）
- Si-Nis-Kanto（エシカ[21]）

### 乙女ゲーム
- すみれの蕾（夜凪トウワ[22]）
  - すみれの蕾 fan disc 〜ウェディング大作戦〜（夜凪トウワ[23]）
- ツンデレ★S乙女 -sweet sweet sweet-（一條院誉[24]）
- トリック・オア・アリス（黒うさぎ/水無瀬静久）
- 越えざるは紅い花（トーヤ）

### CD

#### ドラマCD
- オトナカレシ シリーズ（リョウスケ）
  - オトナカレシ White
  - オトナカレシ Black
  - オトナカレシ 「癒しのひととき」※HONEY Style Vol.2 ステラワース限定版特典CD
  - オトナカレシ - After - White
  - オトナカレシ - After - Black
- 大人のメルヘンシリーズ おやゆび姫〜ものぐさな彼〜（シルク）
- 彼氏以外TypeD：X〜彼の弟との過ち〜（水上裕樹[25]）
- 彼氏がイチャ××（エロ）を強要して、土曜の夜まったく寝られません! Vol.3大雅（大雅）
- 彼と添い寝でしたいコトぜんぶ 黒江良寛（黒江良寛）
- 狂愛カタルシス（守村誠司）
- 狂愛カタルシス輪廻〜夢の終わり〜（久瀬颯真）
- 禁断情事 ホストと私（桐生正人）
- 禁断の××愛CD 不倫愛〜ゴーインな元カレとの結末〜（藤堂響樹）
- 禁断の××愛CD 不倫愛〜優しい旦那サマとの結末〜（藤堂響樹）
- 越えざるは紅い花 シリーズ（トーヤ）
  - 越えざるは紅い花 ドラマCD 「燻る焔」[26]
  - 越えざるは紅い花〜想いは永久に語り継がれて〜[27]
- 執事のプリンスさま〜お嬢様とびしょ濡れアフタヌーン〜Vol.1 オレサマご奉仕編（米倉翔平）
- 執事のプリンスさま〜お嬢様とびしょ濡れアフタヌーン〜Vol.2 ツンデレご奉仕編（米倉翔平）
- 小説家の縛愛戯譚（音羽誠弥）
- 侵食レンアイ〜case03 梶原圭吾〜（梶原圭吾）
- すみれの蕾 シリーズ（夜凪トウワ）
  - ドラマCD 「突撃!波乱のお見舞い計画!」
  - ドラマCD 「俺の話を聞いてくれ!」
  - ドラマCD 「シークレットストーリー」
  - ドラマCD 「あの頃みんな君が好きだった」
  - ドラマCD 「バレンタインの裏側」
  - ドラマCD 「眠る君に……」
  - ドラマCD 「ムツキボイスドラマ2本」＋「ささやきボイス/おはよう・おやすみ」
  - ドラマCD 「潜入!疑惑の姉弟愛!?」＋「清一郎とハルは見た! 夜凪トウワの抜け駆け!?」
- 大好きな彼とHして腕まくらでピロートークされちゃうシリーズ 同い年彼氏と終電を逃した夜に編（廣瀬凌）
- Wダーリンシリーズ 朝起きたら彼氏が2人に なってた件についてw 〜シロの彼〜（三口）
- D.C.II 〜ダ・カーポII〜 シリーズ（桜内義之）
  - D.C.II 音姫と由夢の「行く年、来る年〜まったり編〜」
  - D.C.II 海辺のリゾート? 朝倉姉妹と避暑旅行! ぷらすいち!
  - D.C.II P.C. 音姫とエリカの「生徒会体験実習!」
  - D.C.II P.C. 音姫とななかの「学園アイドルへの道!」
  - D.C.II 〜第2ボタンの誓い〜 ブシロード トレーディングカードセレクション Vol.03 バレンタインギフトボックス 特典ドラマCD
- ツンデレ★S乙女 -sweet sweet sweet- シリーズ（一條院誉）
  - ドラマCD 「シャルウィーダンスは誰の手に」
  - ドラマCD 「幕末大作戦!」
  - ドラマCD 「旅行へ行こう」
  - ドラマCD 「DOG FIGHT」
- トリック・オア・アリス シリーズ（黒うさぎ）
  - トリック・オア・アリス Hな囁きCD 「罪悪と蜜」
  - トリック・オア・アリス シチュエーションドラマCD「星に願えば」〜第2弾 黒うさぎ&チェシャ編〜
- Beat♯Mix vol.1（浦紬晃哉）
- Velvet Voice petit ドラマCD「ヒミツのえっち♥」
- ほしうた ドラマCD 「くららのメイド修行」（笠井洋介）
- 星空のメモリア COMPLETE エピローグドラマCD 「光のリレー」 （小河坂洋）
- まどろみのアリス（兎堂マナト）
- ヤンエロ〜愛するが故に〜（ナオ[28]）
- please eat me (近江大志)
- 儚き愛の行く末に ー朝顔ー (桐生唯近)
- 儚き愛の行く末に ー夕顔ー (桐原唯臣)
- 儚き愛の行く末に ー瑠璃唐綿ー (片桐唯人)
- MY SWEET BUNNY CAGE (ケセド)
- 眠り姫の憂鬱とかつて子供だった護り人たち～魔術師の塔と夢の魔法～ (パストル)
- 密室×豹変 room.2 (永見志真)

#### BLCD
- AM2：00〜猫と月夜のブランコ〜 シリーズ（本郷万里）
  - ドラマCD 「スポーツの秋 編」
  - ドラマCD 「読書の秋 編」
  - ドラマCD 「食欲の秋 編」
- Si-Nis-Kanto シリーズ（エシカ）
  - 「Si-Nis-Kanto」寓話-ヘンゼルとグレーテル-（ヘンゼル：エシカ）
  - 「Si-Nis-Kanto」寓話-赤ずきん-（森の猟師：エシカ）
  - 「Si-Nis-Kanto」-座談会-
  - Si-Nis-Kanto ドラマCD Another Story Vol.1
  - Si-Nis-Kanto ドラマCD Another Story Vol.3
  - Si-Nis-Kanto ドラマCD Another Story Vol.4
  - Si-Nis-Kanto ドラマCD Another Story Vol.5
  - Si-Nis-Kanto ドラマCD Another Stor yVol.6
- STEAL! シリーズ（上里ヒロ）
  - STEAL! とらのあな特典CD サファイアディスク
  - Drama CD STEAL! 1st.mission
  - Drama CD STEAL! 2nd.mission
  - Drama CD STEAL! 恋するValentine
  - 限定特典“STEAL! ”キャラクター座談会CD
- 絶対服従命令 ドラマCD vol.6 カウント・ゼロ（フランツ[29]）
- MESSIAH シリーズ（葛城拓人）
  - MESSIAH ANOTHER MENU taste sweet[30]
  - MESSIAH ANOTHER MENU taste spicy [ stinger ][31]
  - MESSIAH ANOTHER MENU taste spicy [ Angel Face ][32]
- Laughter Land シリーズ（ロディ）
  - Laughter Land 入国の手引き（2006年8月11日）
  - Laughter Land ソフマップ店舗特典CD 一晩だけの……（2006年10月27日）
  - Laughter Land ハイグルコート（2006年12月29日）

#### 音楽CD
- メサイア〜パラノイア・パラドックス〜オリジナルサウンドトラック[33]
「Holy of Holies 〜罪を赦す者〜」（葛城拓人）

### OVA
- 魔界天使ジブリール3（フェイタス）
- トリック・オア・アリス（水無瀬静久/黒うさぎ）

### 携帯コンテンツ
- 王族探偵〜Royal Detective〜（ルドルフ=フェルナンド）
- ワンクリックラブ 〜あなたが好きなのは、甘い彼? エッチな彼?〜